# Bhogaon
Bhogaon é uma cidade e uma nagar panchayat no distrito de Mainpuri, no estado indiano de Uttar Pradesh.

## Demografia
Segundo o censo de 2001, Bhogaon tinha uma população de 26,799 habitantes. Os indivíduos do sexo masculino constituem 53% da população e os do sexo feminino 47%. Bhogaon tem uma taxa de literacia de 55%, inferior à média nacional de 59.5%; a literacia no sexo masculino é de 61% e no sexo feminino é de 47%. 17% da população está abaixo dos 6 anos de idade.